# Академический шарф

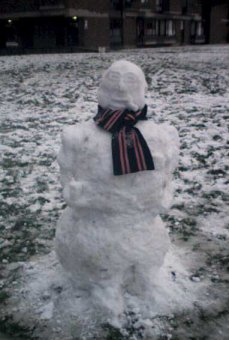
На этом снеговике шарф Черчилль-колледжа Кембриджского университета.

Ношение академических шарфов — традиция многих британских и ирландских колледжей и университетов. Наборы из двух или более цветных полос традиционно используется как часть отличительного фирменного стиля этих учреждений.
Шарфы обычно изготавливаются из саксонской мериносовой шерсти, они около 2 метров в длину. Цвета факультета используются в одежде и символике всех видов, от галстуков до трофеев, но в значительной мере в длинных шерстяных зимних шарфах, которые студенты и выпускники носят, чтобы показать гордость за своё учебное заведение.
В некоторых университетах, в дополнение к академическим шарфам, есть также несколько неакадемических шарфов, которые имеют устоявшийся смысл. Например, те, кто представляет университет в спорте, могут иметь право носить особенный шарф, в зависимости от уровня их достижений, или университетские кафедра или клуб могут иметь свой собственный шарф. Кроме того, некоторые колледжи и университеты имеют (например) отдельные шарфы для приоритетных клубов, таких как их «лодочные клубы».

## В культуре
- Ученики Хогвартса из вселенной «Гарри Поттера» носят шарфы, цвета которых соответствуют одному из четырёх факультетов.